# 火箭 (漫威电影宇宙)
火箭浣熊，通常简称为火箭，是漫威电影宇宙(MCU)媒体系列中的一个虚构角色，由布莱德利·库珀配音，基于同名漫威漫画角色。 《火箭》是根据西恩·冈恩和一只名叫奥利奥(Oreo)的真实浣熊动作改编的。 火箭是一位脾气暴躁的僱傭兵和武器专家，他和他的同伴格鲁特一起加入了星際異攻隊。然后他们与控訴者羅南和自我发生冲突。 事件发生后，火箭作为復仇者联盟的一员留在地球上。五年后，火箭和復仇者联盟通过量子时间旅行到另一个宇宙寻找无限宝石。在他们的成功之后，火箭加入了对抗薩諾斯战斗，并在胜利后重新加入了異攻隊；出发前往太空。后来，異攻隊从收藏家手中购买了知無領域並在知無領域建立了星際異攻隊總部，然后与火箭的创造者至高進化发生冲突。火箭随后担任星際異攻隊的隊長。
火箭在《星際異攻隊》（2014 年）中首次亮相，并已成为漫威電影宇宙的核心角色，截至 2023 年，他出现在5部电影中、 Disney+上的《我是格鲁特》系列动画短片的一集中以及电视特别节目中《星際異攻隊假日特辑》(2022)。

## 概念与创作

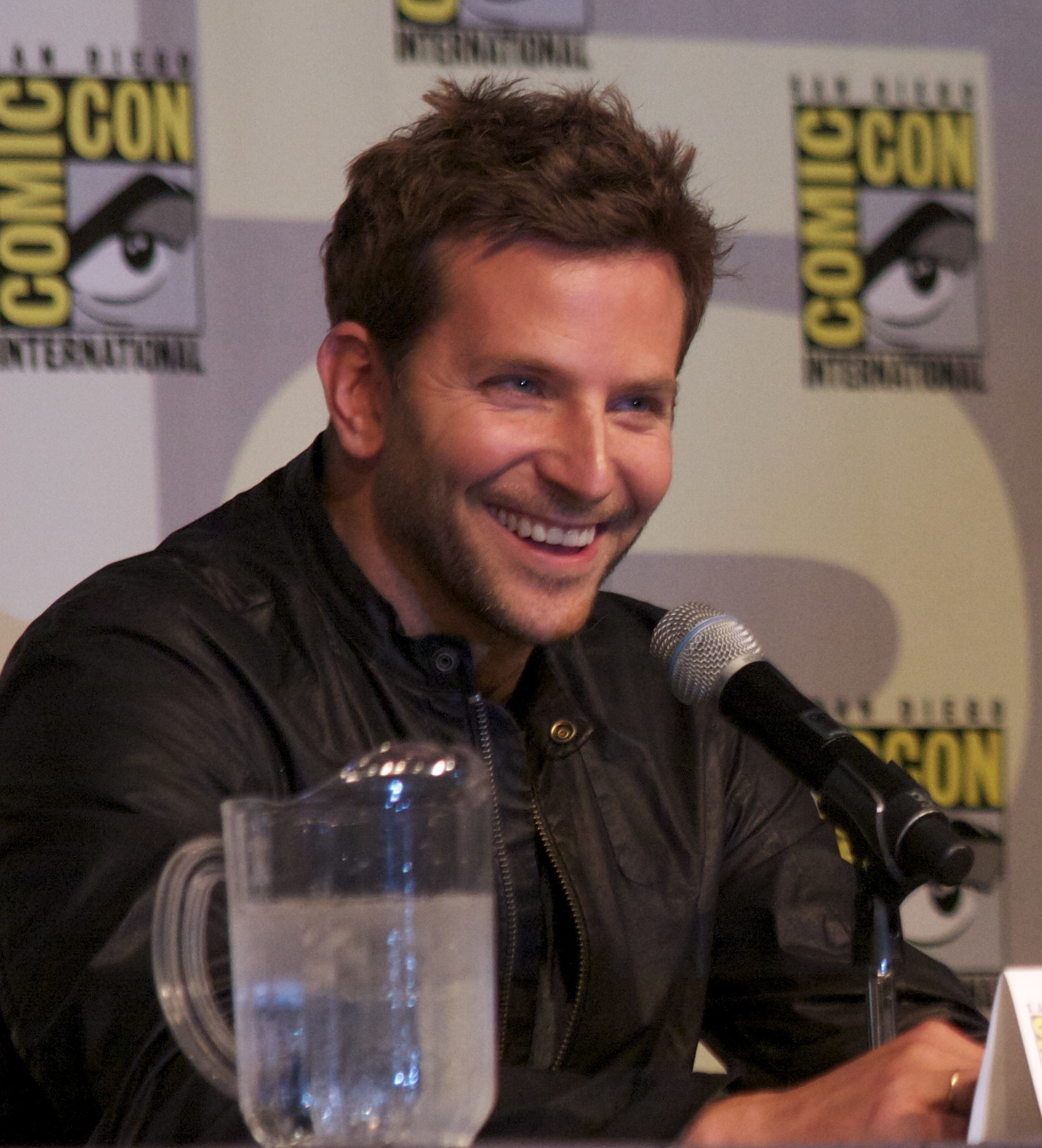
布莱德利·库珀，《火箭》的配音员，摄于 2011 年

该漫画人物由Bill Mantlo和Keith Giffen创建， 灵感来自披头士乐队的歌曲“Rocky Raccoon”。 火箭浣熊首次出现在漫威預覽#7（1976 年夏季）的后备故事片《星之剑》中，名字为“Rocky”。  接下来他将出现在《无敌浩克》 #271（1982 年 5 月）中，据悉“Rocky”是“Rocket”的缩写。 1985 年，他收到了自己的四期限量系列，在第一期的后记中，曼特洛本人声称这与预览中看到的角色相同，由麥克·米格諾拉鉛筆線稿畫師，由阿爾·戈登和艾爾·米爾格隆上色。 火箭出现在 1990 年的《類星體》第 15 期中，随后出现在 1992 年的三期《女浩克》中（#44-46）。 这个角色在他存在的前三十年里总共只出现在十本漫画书中。 除了在 2006 年的《Exiles》中短暂出现外， 火箭浣熊接下来出现在 2007 年的《Annihilation: Conquest》和《Annihilation: Conquest - Star-Lord limited series》限量系列中，  及其衍生系列，一个新的星際異攻隊電影。  他一直是该系列演员的固定成员，直到该系列于 2010 年第 25 期被取消。
漫威影业总裁凯文·費吉在 2010 年圣地亚哥国际动漫展上首次提到《星際異攻隊》是一部有潜力的电影，他表示：“也有一些不起眼的電影，比如《星際異攻隊》 。我认为它们最近在漫画书中以一种有趣的方式进行了修改。” 凱文·費吉在 2011 年 9 月的《娱乐周刊》中重申了这一观点，他说：“有机会在漫威电影宇宙的宇宙方面制作一部大型太空史诗，《雷神索爾》暗示了这一点”。凱文·費吉补充道，如果这部电影被拍成，将会有一群角色，类似于《X战警》和《復仇者联盟》 。 在整个写作过程中，由于担心火箭可能会显得“太卡通化”，关于是否让火箭成为異攻隊队的一员，甚至是否在电影中扮演这个角色，存在一些争论，因此有一些草稿排除了这个角色。角色，但妮可・帕爾曼认为这个角色的加入是必要的，并且很高兴凱文·費吉让她保留在剧本中，因为他是一个伟大的火箭迷。 凱文·費吉在 2012 年圣地亚哥国际动漫展漫威影业小组讨论会上宣布，该電影正在积极开发中，预计上映日期为 2014 年 8 月 1 日。他

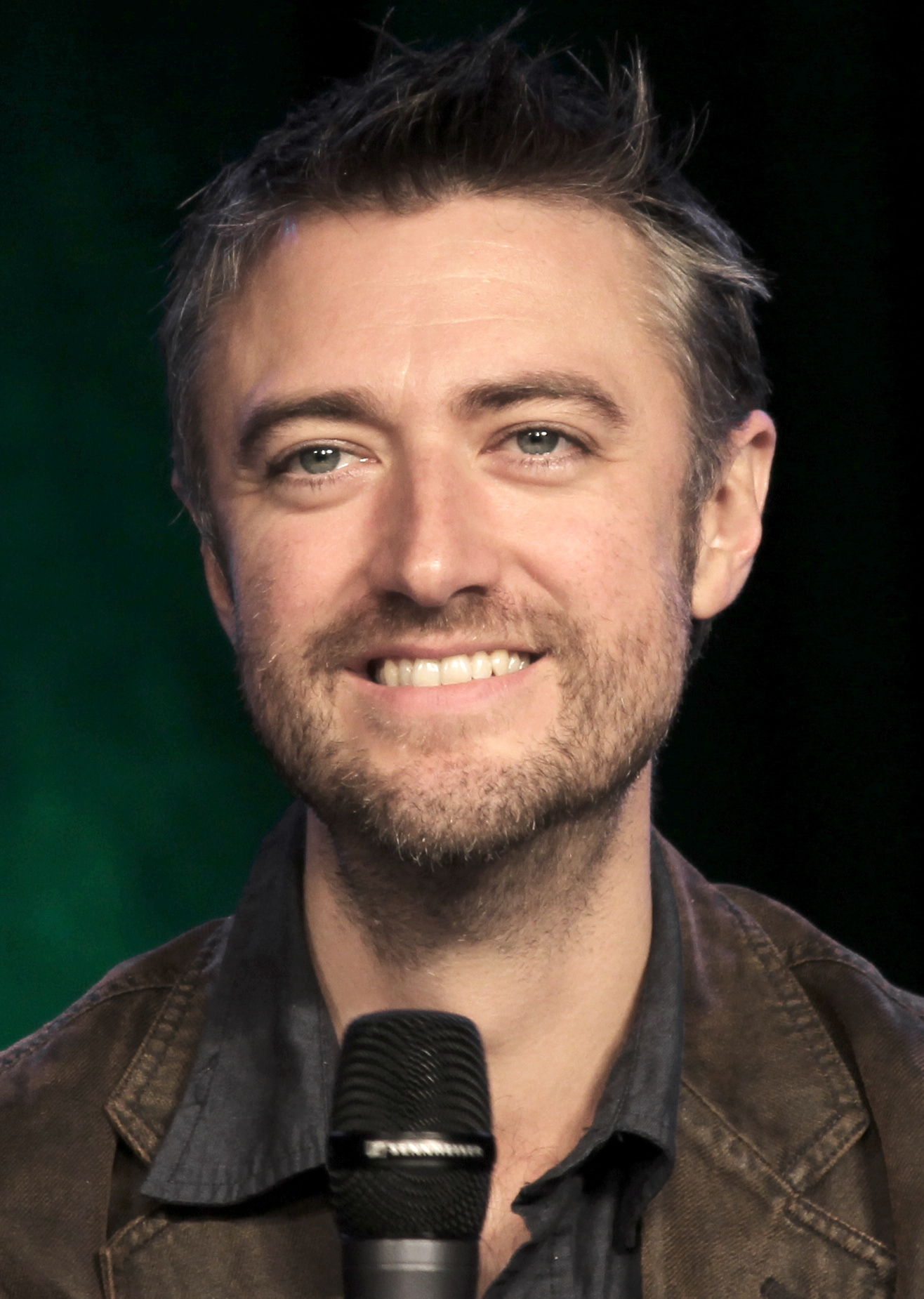
西恩·昆恩，動態捕捉方式演繹《火箭》，並擔任《火箭》的年輕版本配音員，摄于 2015 年

说，这部电影的名义团队将由星爵、「毀滅者」德克斯、葛摩菈、格鲁特和火箭等角色组成。  2013年8月，漫威宣布布莱德利·库珀将为《星際異攻隊》中的火箭配音。 

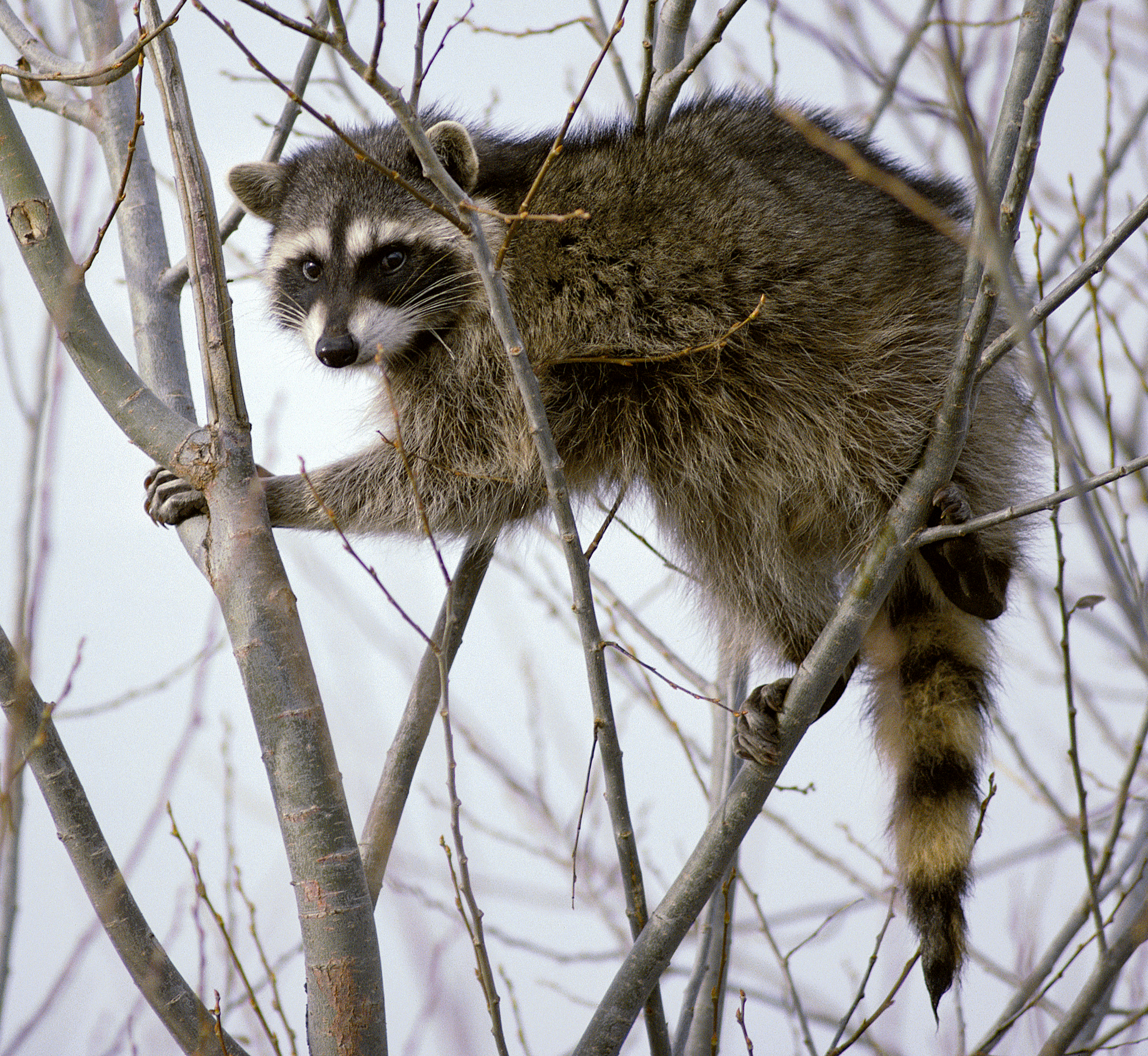
典型的浣熊。

## 特徵
在《星際異攻隊》中，火箭被描述为基因工程浣熊赏金猎人、雇佣兵、武器和战术大师。    冈恩与活浣熊一起工作，以获得对这个角色的正确感觉，并确保它“不是一个卡通人物”，他说，“这不是復仇者联盟中的兔八哥，它是一个真实的、小小的、有点残破的野兽那是孤独的。宇宙中没有人像他一样，他被这些家伙创造成一台卑鄙的战斗机器”。 冈恩也以他自己为原型创作了这个角色。 库珀在描述火箭与其他異攻隊队成员的关系时说：“我认为火箭充满活力。他就像《《四海好傢伙》中的乔·佩西那样。” 
庫珀為火箭配音，而西恩·岡恩在拍攝過程中代替該角色。 詹姆斯·岡恩表示，對於火箭這個角色，庫珀的一些身體動作，包括面部表情和手部動作，都被記錄下來作為動畫師的潛在參考， 儘管整部電影大部分飾演都使用了西恩·岡恩。 西恩指出，他們“有點偶然”進入了他在片場表演的過程，因為他們“不確定我們將如何創造這個角色”。火箭隨後所有的電影演出都繼續使用同樣的方式。 在庫珀出演之前，詹姆斯·岡恩表示，為火箭尋找配音員是一個挑戰，他正在尋找一個能夠平衡“火箭快速說話的語言模式，但也可以很有趣，因為他真的很有趣”的人。 但也有火箭所擁有的心。因為火箭實際上有一些非常戲劇性的場景。除了庫珀的聲音和西恩·岡恩的動作之外，火箭的外觀也是基於一隻名叫奧利奧 (Oreo)的真實浣熊。詹姆斯·岡恩談到這個過程時說道：“我們需要一隻浣熊來研究它的外貌和行為，這樣通過特效產生的螢幕上的浣熊才會更加真實。我們的火箭是基於我們的配音演員布莱德利·库珀、我們的現場演員、我的兄弟西恩·岡恩、奧利奧（浣熊）的動作、行為和外觀，以及我自己的動畫的組合。 岡恩帶著奧利奧出席了電影的紅毯首映會。 
在《星際異攻隊2》西恩·岡恩在拍摄期间再次担任该角色的替身， 也参考了库珀的表演。 西恩·冈恩说，“火箭对于他是否属于这个家庭有同样的信仰危机（他在第一部电影中遇到过）”， 詹姆斯·冈恩补充道，“这实际上是关于火箭来到接受他在一群人中的地位，这似乎是一个好主意”，当他们在第一部电影的结尾时一起成为英雄时，但现在“他只是对这个想法不太舒服”。凱文·費吉表示，火箭和格鲁特之间的关系已经发生了变化，他说：“格鲁特在第一部电影中是火箭的保护者，现在火箭是格鲁特的保护者。” 奥利奥于 2019 年去世，享年 10 岁。 
岡恩說，這部電影講述了火箭的故事，包括他的背景和「他要去哪裡」，以及這與其他異攻隊的成員的關係以及異攻隊的未來。 這部電影完成了在《星際異攻隊》和《星際異攻隊2》中建立的角色曲線，並在《復仇者聯盟：無限之戰》和《復仇者聯盟：終局之戰》中繼續。 尚恩·岡恩再次為角色提供動作捕捉，同時也為年輕的火箭配音。 庫珀也為青少年火箭配音，而Noah Raskin為嬰兒火箭配音。 

## 虛構人物傳記

### 起源
火箭被至高進化绑架并带上他的飞船进入太空。他接受了非法的基因实验，并被关在另一个笼子里，笼子里关着第 89 批中另外三只经过基因和控制论测试的动物，一只名叫萊拉的水獭、一只名叫牙此的海象和一只名叫地板的白兔，并与他成为了朋友。由于想要制造飞行船并与朋友们一起探索天空，他给自己取名为“火箭”。火箭表现出极高的智慧，发现了至高進化设计中的缺陷，加速了动物的进化，使它们变得暴力。至高進化计划摘取火箭的大脑以进行进一步研究，并杀死第 89 批實驗的其余成员。火箭逃离了笼子并釋放了莱拉的籠子，但至高進化射杀莱拉，火箭憤怒的襲擊了至高進化的脸，牙此和萊拉在与至高進化的守卫中交火中被杀，之后火箭逃脱了。在逃亡后的旅行中的某个时刻，火箭与格鲁特（一棵拟人树）成为朋友和伙伴。

### 星際異攻隊
2014 年，火箭和格鲁特前往柴達星，试图抓捕彼得·奎尔以获取赏金，并干涉了奎尔和葛摩菈之间为争夺奎尔获得的力量寶石而发生的争斗。四人都被新星军团抓获并送往奇恩高度戒備的太空監獄。火箭制定了逃离奇恩監獄的计划，他们与另一名囚犯「毀滅者」德克斯一起逃脱。五人随后前往知無領域出售能量石，火箭和德拉克斯在那里发生了激烈的争吵。在德克斯醉酒地打电话给控訴者羅南与他对质后，罗南获得了能量宝石。火箭拒绝进一步介入此事，但格鲁特说服他从破壞者手中救出奎尔和葛摩菈，奎尔随后说服他们五人试图阻止罗南。当团队的其他成员在罗南的暗星號（Dark Aster）上与罗南战斗时，火箭击毁了一艘破壞者飞船穿过暗星號，坠毁在柴達星。格鲁特牺牲自己来保护火箭和团队，剩下的異攻隊能够控制能量宝石并摧毁罗南。火箭将格鲁特切下来的一棵树苗种在花盆里，这棵树苗长成了他的同类的婴儿，火箭收养了他，并以格鲁特的亲生父亲的名字命名。 

### 面對自我
两个月后，火箭和異攻隊受至高族雇佣，击退攻击他们宝贵电池的外星人，以换取涅布拉。火箭对君主的傲慢感到恼火，偷走了他们的一些电池，带领至高族舰队追击并攻击異攻隊的船。他们迫降在一个星球上，奎尔在那里遇见了他的父亲，他的父亲被揭露为活體星球伊果，一个原始的天神族，显现出一个人类化身，允许他与其他种族互动。奎尔、葛摩菈和毁灭者德克斯与伊果一起前往他的星球，而火箭和格鲁特则留下来观察涅布拉并修理飞船。破壞者前来寻找奎尔，并在战斗后捕获火箭和格鲁特并释放了涅布拉。破壞者叛变反对他们的领袖勇度，火箭和勇都登上破壞者飞船策划逃跑，最终分離破壞者飞船並將其餘部分摧毀掉，將分離的部分前往伊果星球。他们了解到伊果是一个邪恶的生命星球，意图统治宇宙。奎尔让伊果忙于与他新发现的天神族力量战斗，直到火箭能够组装出一枚炸弹，婴儿格鲁特将其放入伊果的大脑中。随后，火箭和其他異攻隊为勇度举行了葬礼。
一段时间后，火箭听到太空船内发生爆炸并进行调查，并找到了格鲁特。当格鲁特给火箭画了一幅屬於異攻隊的艺术画时，火箭因格魯特太可愛所以无法生气。火箭差点被吸出飞船，格鲁特救了他。 

### 復仇者聯盟：無限之戰
四年后，火箭和異攻隊队响应求救信号，最终营救了漂浮在一艘大型艦船中的索爾。葛摩菈告诉他们获得无限宝石的计划，異攻隊们分头行动，火箭和格鲁特陪同索爾前往尼德威阿爾制造新武器。在路上，火箭为索爾更换了一只失去的眼睛。他们找到了被遗弃的尼德威阿爾并会见了矮人国王伊利特。四人共同创造了风暴破坏者，这是一把强大的斧头，也赋予索爾的力量。索爾将自己、火箭和格鲁特通过彩虹橋运送到地球上的瓦干達，帮助復仇者联盟成员、巴基·巴恩斯和瓦甘達軍隊對抗薩諾斯的軍隊。在战斗中，火箭问巴恩斯是否可以得到他的手臂，雖然被拒絕，但火箭发誓一定要得到它。随后，火箭无助地看着格鲁特最后一次微弱地喊出“我是格鲁特”，消失在灰燼中。导演詹姆斯·岡恩透露，这句话翻译过来就是“......爸爸？”格鲁特向火箭寻求帮助。

### 復仇者联盟成員
火箭与史蒂夫·罗杰斯、娜塔莎·罗曼诺夫、布鲁斯·班纳、詹姆斯·罗德和索爾一起乘坐昆式戰機出发，到达復仇者联盟總部。不久之后，他们遇到了卡罗尔·丹弗斯。三周后，他们目睹丹弗斯将托尼·斯塔克和涅布拉带回復仇者聯盟總部，火箭意识到只有他和涅布拉是剩下的異攻隊。在检测到另一次能量激增后，索爾、史蒂夫·羅傑斯、娜塔莎·羅曼諾娃、詹姆士·魯珀特·「羅迪」·羅德、布魯斯·班納、卡蘿·丹弗斯和涅布拉进入太空，前往The Garden星球，在那里他们与薩諾斯就宝石问题进行了对峙。然而，火箭发现手套是空的，薩諾斯透露他摧毁了無限寶石，导致索爾突然杀死了他。无事可做，他们返回地球。
随后，火箭成为復仇者联盟的一员，并在罗杰斯和罗曼诺夫的领导下与涅布拉一起执行太空任务。 2023 年，当发现一种利用量子时间旅行逆转光点的方法时，火箭和涅布拉返回了復仇者聯盟總部。随后，火箭陪伴班纳前往新阿斯嘉，说服郁闷的雷神索爾回来帮忙，同时还会见了瓦尔基里、寇格和米克。火箭、班纳和索爾返回復仇者聯盟總部，火箭帮助史塔克在復仇者聯盟總部的机库建造量子隧道。当他们准备出发时，他穿上了復仇者联盟的量子套装，听了史蒂夫·罗杰斯的演讲，并将他的宇宙飞船交给了克林特·巴顿。利用量子隧道，火箭和雷神索爾穿越量子领域，来到另一个2013年的时间线，前往阿斯嘉获取现实宝石，当时它已经被珍·佛斯特吸收了。他们取回了無限寶石并返回了主时间线中的復仇者聯盟總部，但在布鲁斯·班纳使用新的无限手套讓彈指的所有人會來後，萨诺斯又发动了一次交替攻击，将火箭、罗德和班纳困在了被摧毁的復仇者總部下面。斯科特·朗以巨人形态拯救了他们，火箭加入了对抗薩諾斯军队的战斗，并与格鲁特重聚。一周后，火箭和重新团聚的星際異攻隊在史塔克家参加了史塔克的葬礼。然后他们返回新阿斯嘉接索爾并前往太空。

### 異攻隊们重新集结并面对他的过去
火箭、雷神和其他異攻隊成员返回太空并开始了几次冒险，同时与加入团队的克雷林重聚。 2024 年，抵达Indigarr星球后，他们克雷林会合，击退了入侵的军队。随后，他们得知弑神者格爾发出了几通求救信号，并在索爾出发寻找希芙时與異攻隊分道揚鑣。
2025 年，異攻隊从收藏家手中购买了知無領域，火箭与加入他们团队的太空狗寇斯莫成了朋友。火箭和異攻隊在遭受攻击后致力于重建知無領域。同年晚些时候，火箭参加了圣诞节庆祝活动，涅布拉将巴恩斯的手臂作为礼物送给了火箭。
2026 年，在完成知無領域的重建后，異攻隊们遭到了亞當術士的攻击，亚当是他的“母亲”阿耶莎创造的超能力者。在战斗中，火箭受了重伤，由於火箭是私人企業「奧果企業」的財產他身上被放入了杀死開關，異攻隊们无法处理他的伤口。团队决定前往奧果企業的奧果總部，希望找到覆盖程式碼。与此同时，火箭的创造者「至高進化」，开始沉迷于找回他的主题。与此同时，阿伊莎寻求向異攻隊报仇，因为火箭之前偷走了她的财产。
在破壞者和葛摩菈的协助下，異攻隊渗透到奧果總部并取回火箭的档案。然而，他们遭到了奧果總部守卫的攻击，勉强逃脱。团队接下来访问了反地球，然后分头行动，奎尔、涅布拉和格鲁特登上了至高進化的飞船，寻找一位名叫希尔的科学家，据信他拥有可以拯救火箭的訊息。德克斯、螳螂女和葛摩菈最初与火箭一起留在星球上，但德克斯和螳螂女后来离开，术士到达寻找火箭，并与葛摩菈战斗，葛摩菈设法在異攻隊的船上与火箭一起逃脱。火箭陷入停滞并進入了濒临死亡的经历，他遇到了他以前的儿时朋友莱拉、地板和牙此，莱拉告诉他，他的旅程还没有結束，隨後奎尔成功实施覆盖程式碼并复活他。至高進化的船上发生了一场战斗，火箭在战斗中发现了一窝小浣熊和其他测试对象动物，但在试图释放它们时遭到了疯狂的至高進化的攻击。当火箭与至高進化战斗时，他在得到異攻隊的帮助之前宣布自己的真名是「火箭浣熊」。得知至高進化对火箭及其朋友的虐待行为后，異攻隊们齐心协力，通过惩罚性的联合攻击击败了至高進化，直到火箭之前对至高進化臉部抓傷的伤害暴露給其他人，让他陷入无助。火箭对至高進化的失败和羞辱感到满意，但在他和異攻隊从注定失败的船上拯救笼中动物时拒绝杀死至高進化。異攻隊们还带着至高進化一起被囚禁在知無領域。 
隨後異攻隊队决定在返回知無領域后解散，奎尔在前往地球之前将队长职务授予火箭。火箭后来领导了新的異攻隊阵容，包括他自己、格鲁特、太空狗寇斯莫、克雷林、亚当術士和他的宠物咘樂(Blurp)，以及至高進化最近创造的菲拉。

## 替代版本

### 索爾的聚會
火箭的另一个版本出现在动画系列《無限可能：假如…？》作为一个不说话的角色，在另一个 2011 年，火箭参加了雷神索爾在地球拉斯维加斯舉行的星际派对。